# 사업체중앙동맹 (핀란드)
사업체중앙동맹(핀란드어: Elinkeinoelämän Keskusliitto 엘린케이노엘래맨 케스쿠슬리토[*]), 약자 EK 에코[*]는 핀란드에서 가장 큰 사용자 단체이다. 2005년 초에 용역사용자회(Palvelutyönantajat) 와 산업사용자중앙동맹(TT) 2개 단체가 합병되어 만들어졌다.
43개의 부문조직, 15,000 여개의 가입기업, 900,000 여명의 회원으로 이루어져 있다. EK에 가입한 회사들은 핀란드의 GDP의 70%, 수출액의 95%를 차지한다.